# Монте-Алто (Техас)
Монте-Алто (англ. Monte Alto) — переписна місцевість (CDP) в США, в окрузі Ідальго штату Техас. Населення — 1930 осіб (2020).

## Географія
Монте-Алто розташований за координатами 26°22′28″ пн. ш. 97°58′22″ зх. д. / 26.37444° пн. ш. 97.97278° зх. д. (26.374373, -97.972724).  За даними Бюро перепису населення США в 2010 році переписна місцевість мала площу 5,83 км², уся площа — суходіл.

## Демографія
Згідно з переписом 2010 року, у переписній місцевості мешкали 1924 особи в 499 домогосподарствах у складі 438 родин. Густота населення становила 330 осіб/км².  Було 557 помешкань (96/км²). 
Расовий склад населення:
| - 89,1 % — білих - 0,9 % — корінних американців - 0,1 % — чорних або афроамериканців - 8,8 % — осіб інших рас |

До двох чи більше рас належало 1,1 %. Іспаномовні складали 94,7 % від усіх жителів.
За віковим діапазоном населення розподілялося таким чином: 38,8 % — особи молодші 18 років, 52,6 % — особи у віці 18—64 років, 8,6 % — особи у віці 65 років та старші. Медіана віку мешканця становила 27,0 року. На 100 осіб жіночої статі у переписній місцевості припадало 96,7 чоловіків;  на 100 жінок у віці від 18 років та старших — 92,5 чоловіків також старших 18 років.
Середній дохід на одне домашнє господарство  становив 37 166 доларів США (медіана — 23 611), а середній дохід на одну сім'ю — 37 343 долари (медіана — 19 875). Медіана доходів становила 32 240 доларів для чоловіків та 26 953 долари для жінок. За межею бідності перебувало 48,6 % осіб, у тому числі 74,3 % дітей у віці до 18 років та 32,4 % осіб у віці 65 років та старших.
Цивільне працевлаштоване населення становило 577 осіб. Основні галузі зайнятості: освіта, охорона здоров'я та соціальна допомога — 38,6 %, будівництво — 11,6 %, мистецтво, розваги та відпочинок — 10,1 %.